# Sipkhana
Sipkhana (nep. सिपखाना) – gaun wikas samiti w zachodniej części Nepalu w strefie Karnali w dystrykcie Kalikot. Według nepalskiego spisu powszechnego z 2011 roku liczył on 877 gospodarstw domowych i 5357 mieszkańców (2714 kobiet i 2643 mężczyzn).